# 白马镇 (遂宁市)
白马镇，是中华人民共和国四川省遂宁市安居区下辖的一个乡镇级行政单位。2019年9月，撤销步云乡，将其所属行政区域划归白马镇管辖。

## 行政区划
白马镇下辖以下地区：
顺河社区、白果树村、花天坝村、陈家沟村、治平寺村、小龙塘村、回龙寺村、立家安村、卧龙桥村、白塔村、龙王塘村、白马庙村、青峰村、花朝门村、宝泉沟村、庙滩村、清凉寺村、马家沟村、东沟村、禅林寺村、两路口村、罗家坳村、四方井村、刺桐树村、石龙庙村、毗庐寺村、长沟村、麻子滩村和黄桶坡村。